# جهانگیر سیدعباسی
جهانگیر سیدعباسی بازیکن سابق تیم ملی والیبال مردان ایران و مربی والیبال اهل ایران است.وی دایی کاپیتان سابق تیم ملی  سعید معروف  میباشد.
سیدعباسی فولاد ارومیه. در سال ۸۶ به رتبه سوم لیگ برتر والیبال ایران رساند و در سال ۹۳ به همراه شهرداری ارومیه نائب قهرمان لیگ برتر والیبال ایران شد.وی هم اکنون مربی تیم الغرافه  قطر  میباشد